# Pável Katenin
Pável Aleksándrovich Katenin (en ruso: Павел Александрович Катенин, 22 de diciembre de 1792 — 4 de junio de 1853), fue un poeta, dramaturgo y crítico literario ruso clasicista tardío, que contribuyó a la evolución del Romanticismo ruso. 
Katenin tomó parte en la Guerra Patriótica de 1812 y fue uno de los líderes de la Sociedad Militar, que precedió a los decembristas. En 1820, sus actitudes librepensadoras condujeron a su despido del ejército. Dos años más tarde, Mijaíl Milorádovich, el gobernador de San Petersburgo, lo deportó de la capital por haber abucheado a su actriz favorita.
Katenin era un ávido aficionado al teatro que calificaba a Shakespeare de vulgar y oscuro y admiraba a Pierre Corneille y Jean Racine por su noble dicción y claridad. Su entusiasmo por el teatro neoclásico le indujo a traducir varias tragedias francesas para los escenarios rusos. Escribió asimismo Andrómaca (1809-19), la última tragedia rusa "regular". El actor y dramaturgo Vasili Karatyguin fue considerado discípulo suyo.
La principal opinión de Katenin fue que la poesía debería ser "nacional", eso fue lo que lo separó de los Karamzinianos y Zhukovskianos. No conforme con la traducción del poema Lenore de Gottfried August Bürger, Katenin realizó su propia versión de la balada, cuyo título rusificado como Olga (1816). En este poema intentó transmitir nacionalidad con el uso en la dicción y en el detalle de un realismo agresivo. Instigó una disputa sobre el método correcto para traducir la octava real, una disputa que resultaría en el poema de Pushkin La Casita en Kolomna.
Las baladas tempranas de Katenin tuvieron una apreciable influencia en la baladas rusas de Pushkin, quien tenía a Katenin en alta estima y era casi el único que hacía justicia a su poesía. En su obra tardía Katenin es excesivamente arcaico, por lo que rompe finalmente con el usto de la época. En 1832 abandona la literatura y vivió en la reclusión de su finca cerca de Kologriv, profundamente amargado.